# 쿠니오군
《쿠니오군》(일본어: くにおくん 구니오군[*]) 시리즈는 테크노스 저팬이라는 제작사가 만든 게임 중 쿠니오라는 주인공이 나오는 게임을 통틀어 호칭하는 것을 말한다. 여러 가지 장르로 총 20여 가지의 게임이 나왔지만, 기본 틀은 학원 액션물이다. 8~90년대 8비트, 16비트 게임기 시절 여러 기종으로 게임이 발매되었지만 그 중에서 주로 패미컴 용으로 다수 발매되었다.
테크노스 저팬 파산 이후 해당 회사 출신 인물들이 설립한 밀리언에 시리즈 판권이 넘어갔으며, 이후 아크 시스템 웍스가 재구입해 현재까지 제작하고 있다.

## 특징
《쿠니오군》 시리즈의 시작은 1986년 5월, 아케이드판 열혈경파 쿠니오군이었다. 당시 보기 드문 진행형 격투 게임이었기 때문에 대 히트를 친 이 게임은 이후 수많은 《쿠니오군》 시리즈를 나오게 하는 원동력이 되었고, 또한 테크노스의 또 다른 명작 게임으로 특히 북미 지역에서 인기를 얻은 액션게임 더블 드래곤이 만들어지는 데에도 영향을 미쳤다.
쿠니오라는 캐릭터는 약한 자를 돕고 불의에 맞서 싸우는 정의의 불량배라는 이미지이다. 쿠니오라는 이름은 테크노스 저팬의 사장인 타키 쿠니오의 이름에서 따왔다.

## 테크노스 저팬 부도 이후
테크노스 저팬이 1995년 부도를 맞은 이후, 《쿠니오군》 시리즈의 명맥은 10년 가까이 끊기게 되었으나, 2004년 게임보이 어드밴스용으로 다운타운 열혈이야기 ex가 발매되면서 다시 세상에 모습을 드러내게 되었다.

## 시리즈 목록
정렬 기준은 발매시기 순이며, 기존 발매작을 에뮬레이터를 사용하여 단순 이식한 것은 제외하였다.
- 열혈경파 쿠니오군(아케이드)
- 열혈경파 쿠니오군(패밀리 컴퓨터)
- 열혈고교 피구부(패밀리 컴퓨터)
- 열혈고교 피구부(아케이드)
- 열혈고교 피구부(X68000)
- 다운타운 열혈이야기(패밀리 컴퓨터)
- 열혈고교 피구부(PC엔진)
- 열혈고교 피구부 축구편(패밀리 컴퓨터)
- 다운타운 열혈이야기(X68000)
- 열혈고교 피구부 축구편(X68000)
- 다운타운 열혈행진곡 으라차차 대운동회(패밀리 컴퓨터)
- 열혈경파 쿠니오군 번외난투편(게임보이)
- 열혈고교 축구부 월드컵편(게임보이)
- 다운타운 스페셜 - 쿠니오군의 시대극이다 전원집합(패밀리 컴퓨터)
- 열혈고교 피구부 -강적! 투구전사의 권-(게임보이)
- 열혈고교 피구부 CD축구편 (PC엔진 CD)
- 나가라! 나가라! 열혈하키부 ~ 미끄러지고 구르고 대난투(패밀리 컴퓨터)
- 열혈고교 피구부 PC축구편 (PC엔진)
- 깜짝 열혈 신기록! ~머나먼 금메달~(패밀리 컴퓨터)
- 열혈고교 피구부 축구편 MD (메가드라이브)
- 다운타운 열혈행진곡 으라차차 대운동회 (PC엔진 CD)
- 깜짝 열혈신기록 - 어디서나 금메달(게임보이)
- 초대 열혈경파 쿠니오군(슈퍼 패미컴)
- 열혈격투전설 (패밀리 컴퓨터)
- 쿠니오 군의 열혈축구리그(패밀리 컴퓨터)
- 쿠니오군의 피구다 전원집합(슈퍼 패미컴)
- 다운타운 열혈 베이스볼 이야기 -야구로 승부다! 쿠니오군- (슈퍼 패미컴)
- 열혈! 스트리트 바스켓 ~힘내라 덩크 히어로즈~(패밀리 컴퓨터)
- 다운타운 스페셜 - 쿠니오군의 열혈시대극이다 전원집합(게임보이)
- 신 열혈경파 쿠니오들의 만가(슈퍼 패미컴)
- 쿠니오의 오뎅(슈퍼 패미컴)
- 열혈 비치발리볼이다 쿠니오군(게임보이)
- 쿠니오군의 열혈투구전설 (네오지오)
- 다운타운 열혈이야기 EX (게임보이 어드밴스) - 발매원 아틀라스
- 초열혈고교 쿠니오군 피구부 (닌텐도 DS) - 발매원 아크 시스템 웍스(일본), 한국후지쯔 (한국)
- 열혈고교 모바일 (모바일 게임) - 발매원 윈디소프트
- 열혈신기록 (모바일 게임) - 발매원 윈디소프트
- 쿠니오군의 초 열혈 대운동회 (닌텐도 DS) - 발매원 아크 시스템 웍스(일본)
- 열혈고교 온라인 - 발매원 윈디소프트, 현재 일본에서만 베타테스트가 이루어짐